# Aidomaggiore
Aidomaggiore (Aidumajore o Bidumajore in sardo) è un comune italiano di 377 abitanti della provincia di Oristano in Sardegna.

## Geografia fisica

### Territorio
Il territorio comunale è a prevalente economia agro-pastorale con una fertile vegetazione costituita, oltre che da pascoli, da querce da sughero, ulivi, vigne e alberi da frutta.

## Origini del nome
L'antico nome di Aidomaggiore era "Aidu" (varco, entrata) come riportato nel trattato di pace tra Eleonora D'Arborea e Giovanni I d'Aragona nel 1388 (villa de Aidu). Apparteneva alla antica curatoria del Guilcier.
Durante la dominazione spagnola il nome di Aidu venne trasformato in "Aido mayor" (ingresso maggiore), venne poi italianizzato in Aidomaggiore.
La pronuncia in sardo ha alcune varianti: Aidumaiore, Idumaiore o Bidumaiore.

## Storia

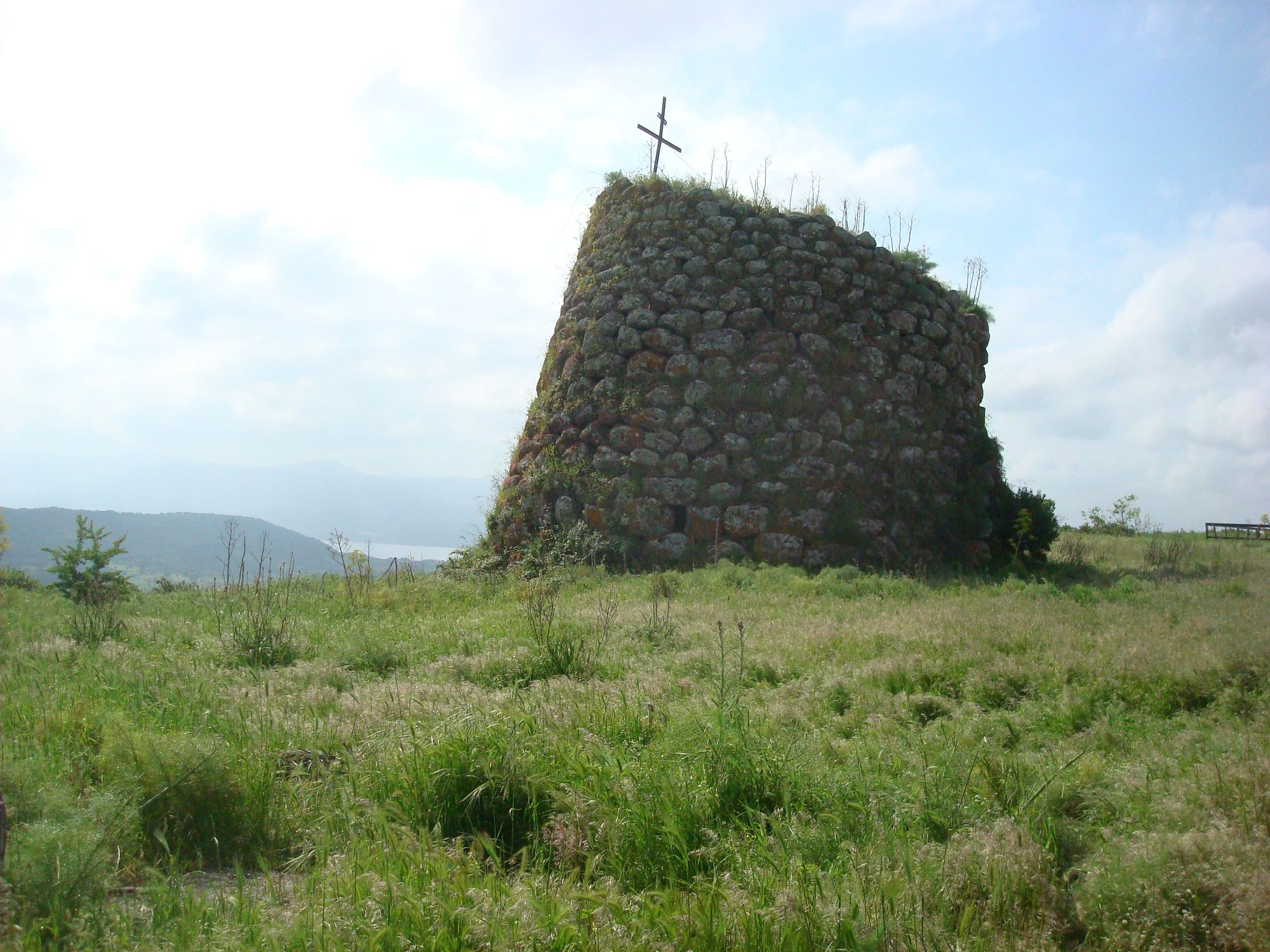
Nuraghe “Sa Jua” presso l'abitato di Aidomaggiore.

L'area è abitata fin dal Neolitico, come testimoniano le numerose vestigia documentate. Si trovano infatti sul territorio tombe dei giganti, domus de janas e nuraghi ben conservati.
Nel Medioevo appartenne al Giudicato di Arborea e fece parte della curatoria di Gilciber. Alla caduta del giudicato (1420) passò sotto il dominio aragonese, e fu incorporato nell'Incontrada di Parte Ocier Reale, alla quale restò unito sotto il dominio spagnolo, e fu un feudo regio, amministrato cioè direttamente da funzionari della Corona e non da feudatari. Venne riscattato al demanio nel 1839 per diventare un comune amministrato da un sindaco e da un consiglio comunale.

### Simboli
Lo stemma e il gonfalone del comune di Aidomaggiore sono stati concessi con decreto del presidente della Repubblica del 6 febbraio 2003.
Il gonfalone è un drappo di bianco.

## Monumenti e luoghi d'interesse

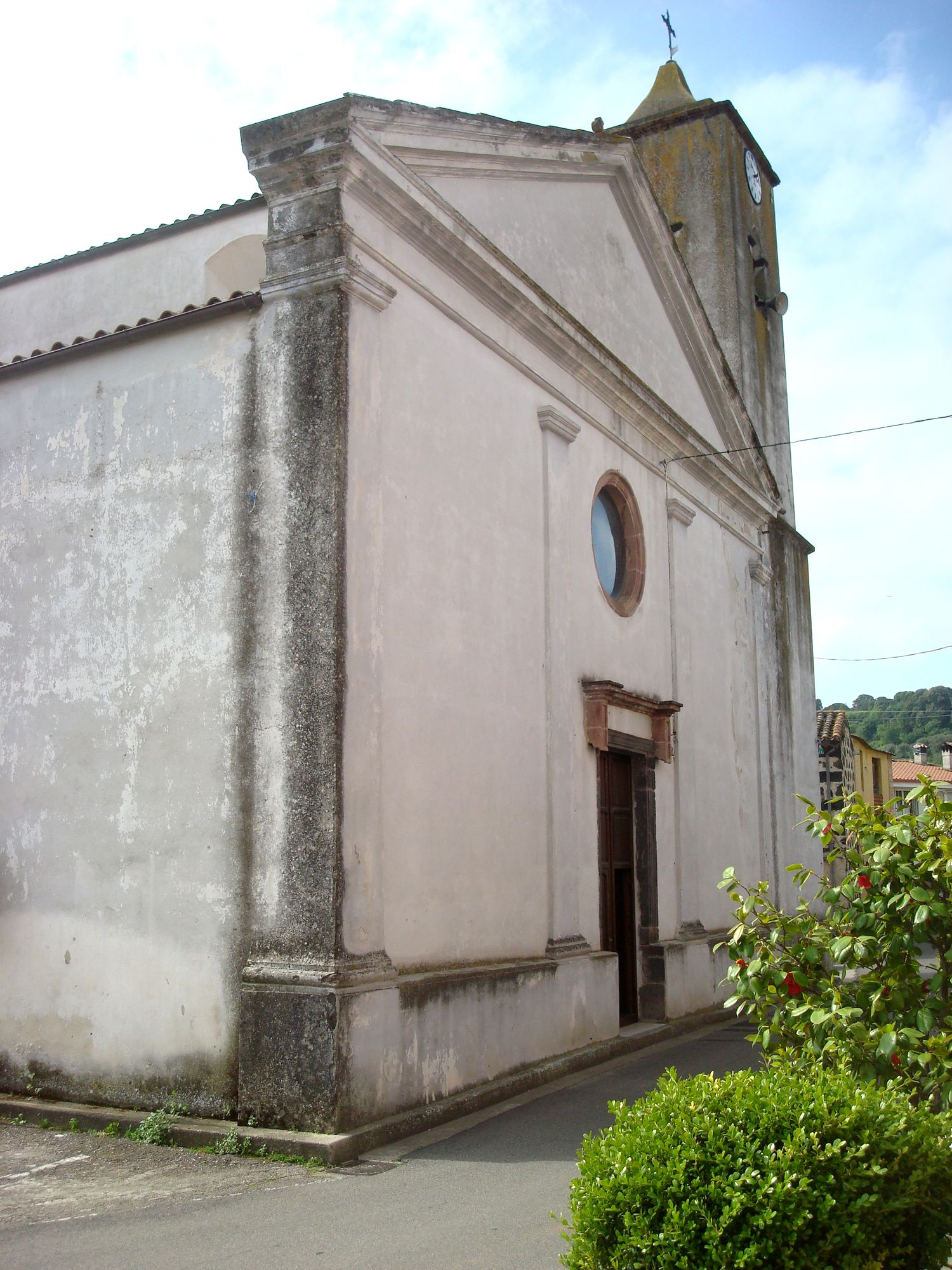
Parrocchiale

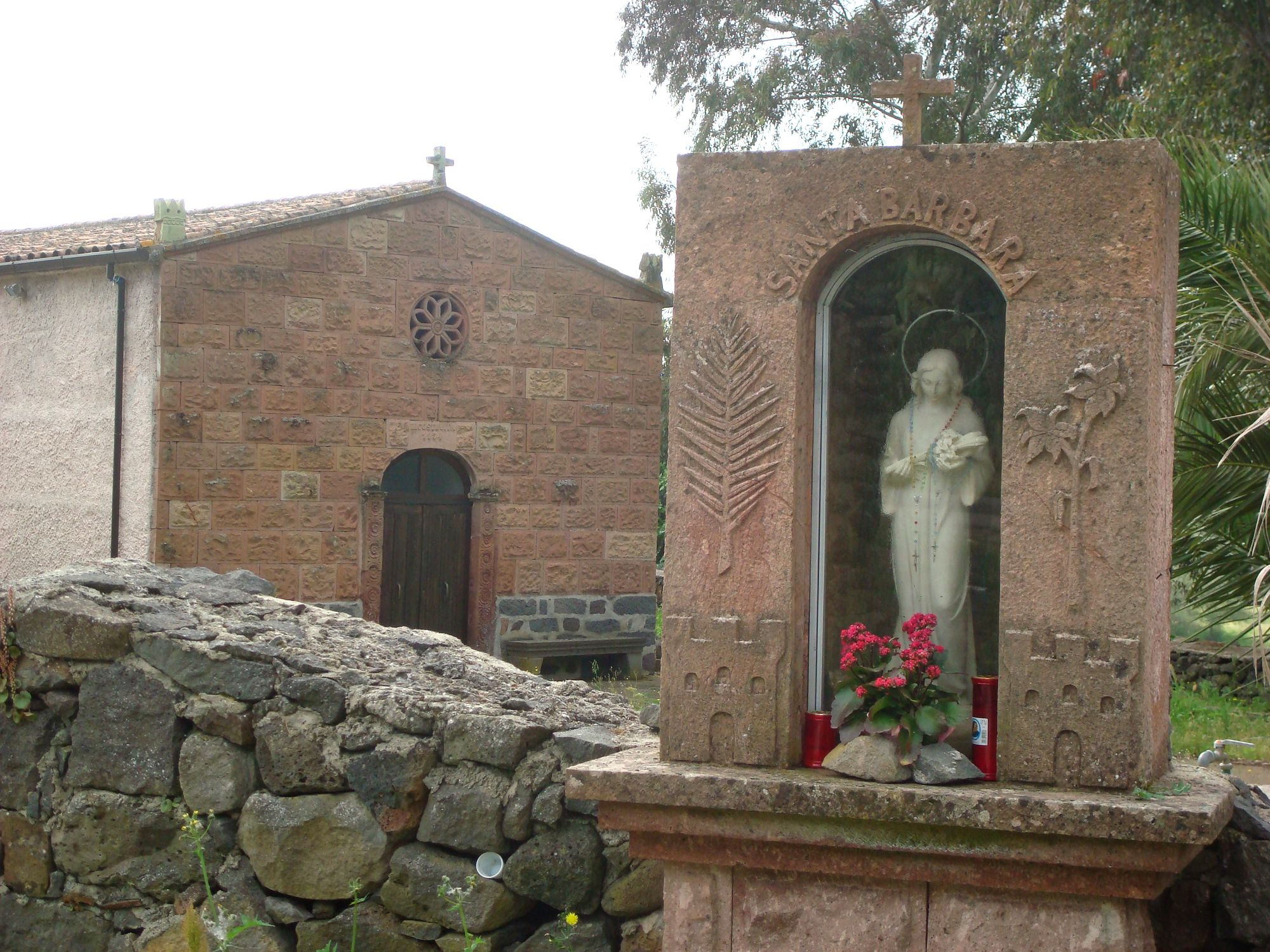
Chiesa di Santa Barbara

### Architetture religiose
- Chiesa parrocchiale di Santa Maria delle Palme risalente al XVI secolo;
- chiesa di San Gavino di impianto romanico;
- chiesa campestre di Santa Barbara di origine medievale;
- chiesa campestre di Santa Maria delle Grazie;
- chiesa campestre di Santa Greca.

### Siti archeologici
- Nuraghe Sanilo;
- Nuraghe Sa Jua;
- Nuraghe Zedde;
- Nuraghe Tosingalo;
- Nuraghe e villaggio di Benezziddo.[8]
- Tomba dei Giganti di Iscralotze

## Società

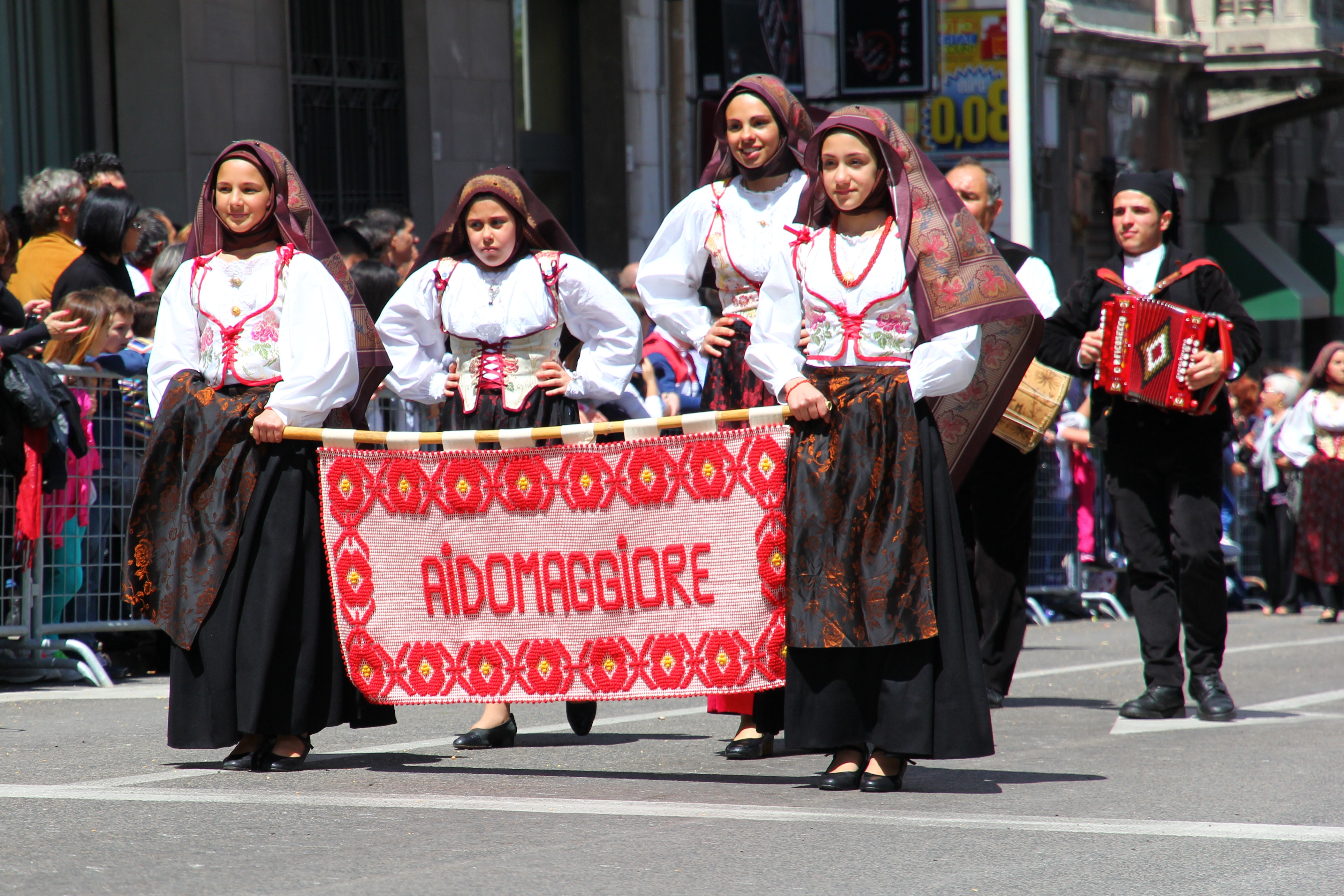
Abiti tradizionali di Aidomaggiore

### Evoluzione demografica
Abitanti censiti

### Etnie e minoranze straniere
Secondo i dati ISTAT al 31 dicembre 2010 la popolazione straniera residente era di 28 persone. Le nazionalità maggiormente rappresentate in base alla loro percentuale sul totale della popolazione residente erano:
- Albania 11 2,29%
- Marocco 10 2,08%
- Romania 7 1,46%

### Lingue e dialetti
La variante del sardo parlata ad Aidomaggiore è riconducibile alla Limba de mesania.